# Pougues-les-Eaux
Pougues-les-Eaux ist eine französische Gemeinde mit 2.388 Einwohnern (Stand: 1. Januar 2022) im Département Nièvre in der Region Bourgogne-Franche-Comté. Sie gehört zum Arrondissement Nevers und zum Kanton Varennes-Vauzelles.

## Geografie
Pougues-les-Eaux liegt in Zentralfrankreich im Loiretal. Bekannt geworden ist der Ort vor allem durch seine heilenden Mineralquellen. Umgeben wird Pougues-les-Eaux von den Nachbargemeinden Chaulgnes im Norden, Parigny-les-Vaux im Nordosten und Osten, Varennes-Vauzelles im Osten und Südosten, Garchizy im Süden sowie Germigny-sur-Loire im Westen.
Durch die Gemeinde führen die Autoroute A77 und die frühere Route nationale 7 (heutige D907).
Die Gemeinde besitzt seit 1861 einen Haltepunkt an der Bahnstrecke Moret-Veneux-les-Sablons–Lyon-Perrache, welcher von Zügen des TER Bourgogne-Franche-Comté der Verbindung Cosne-sur-Loire–Nevers bedient wird.

## Bevölkerungsentwicklung
| Jahr                       | 1962 | 1968 | 1975 | 1982 | 1990 | 1999 | 2006 | 2012 | 2020 |
| -------------------------- | ---- | ---- | ---- | ---- | ---- | ---- | ---- | ---- | ---- |
| Einwohner                  | 1733 | 1803 | 2014 | 2260 | 2358 | 2493 | 2510 | 2398 | 2361 |
| Quellen: Cassini und INSEE |      |      |      |      |      |      |      |      |      |

## Sehenswürdigkeiten
- Kirche Saint-Léger
- Casino
- Museum

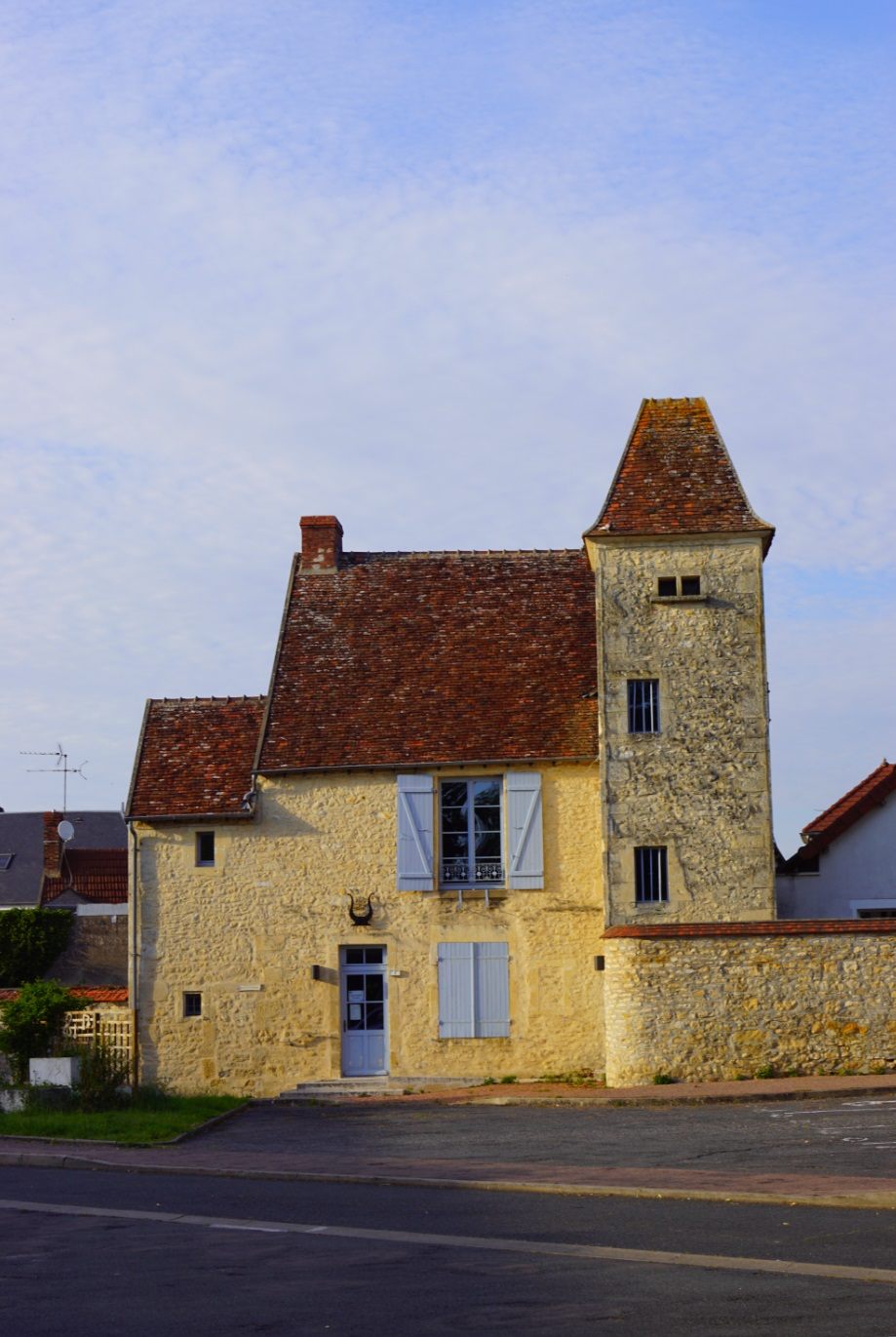
sog. Musikturm (La tour de la musique)
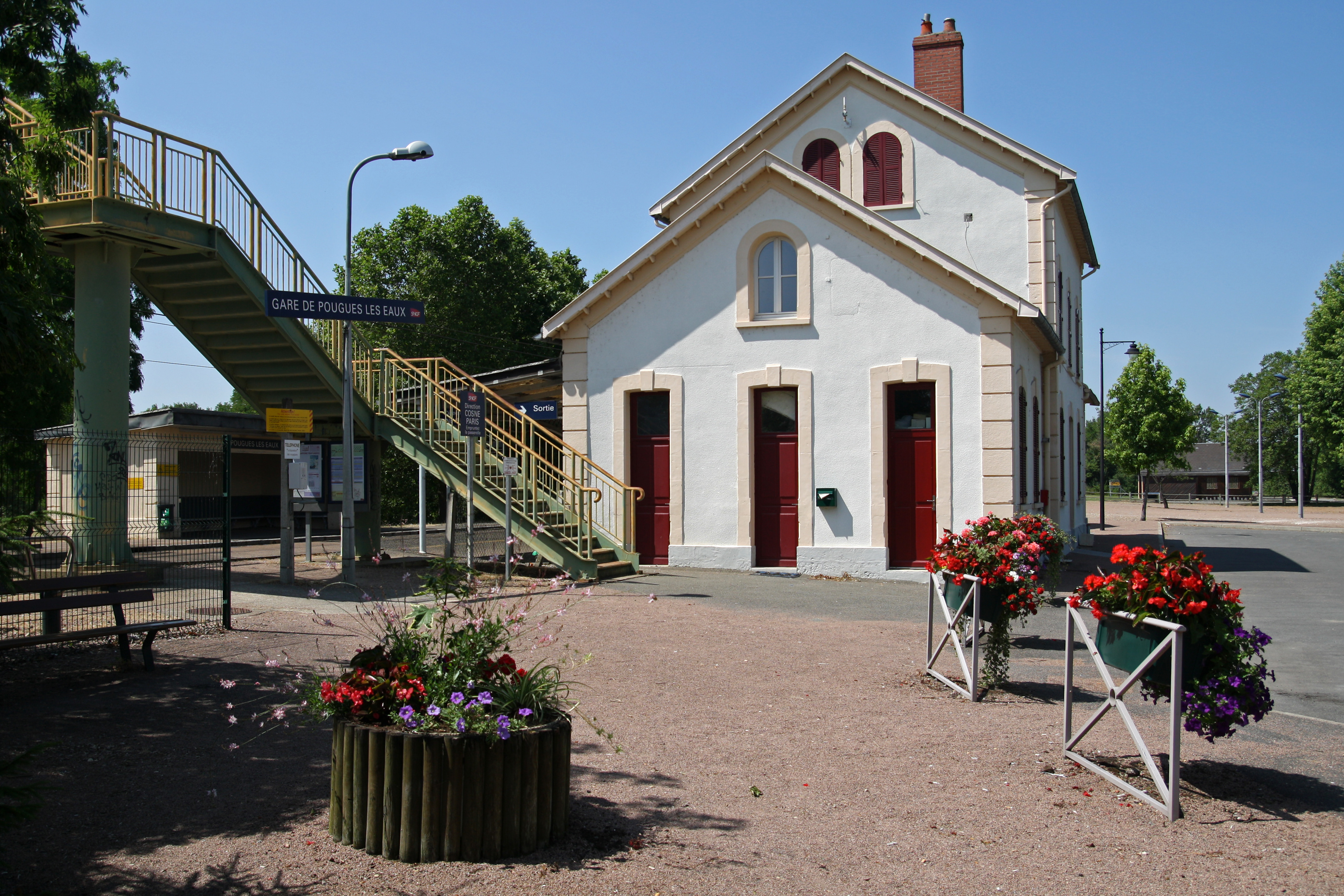
Bahnstation Pougues-les-Eaux
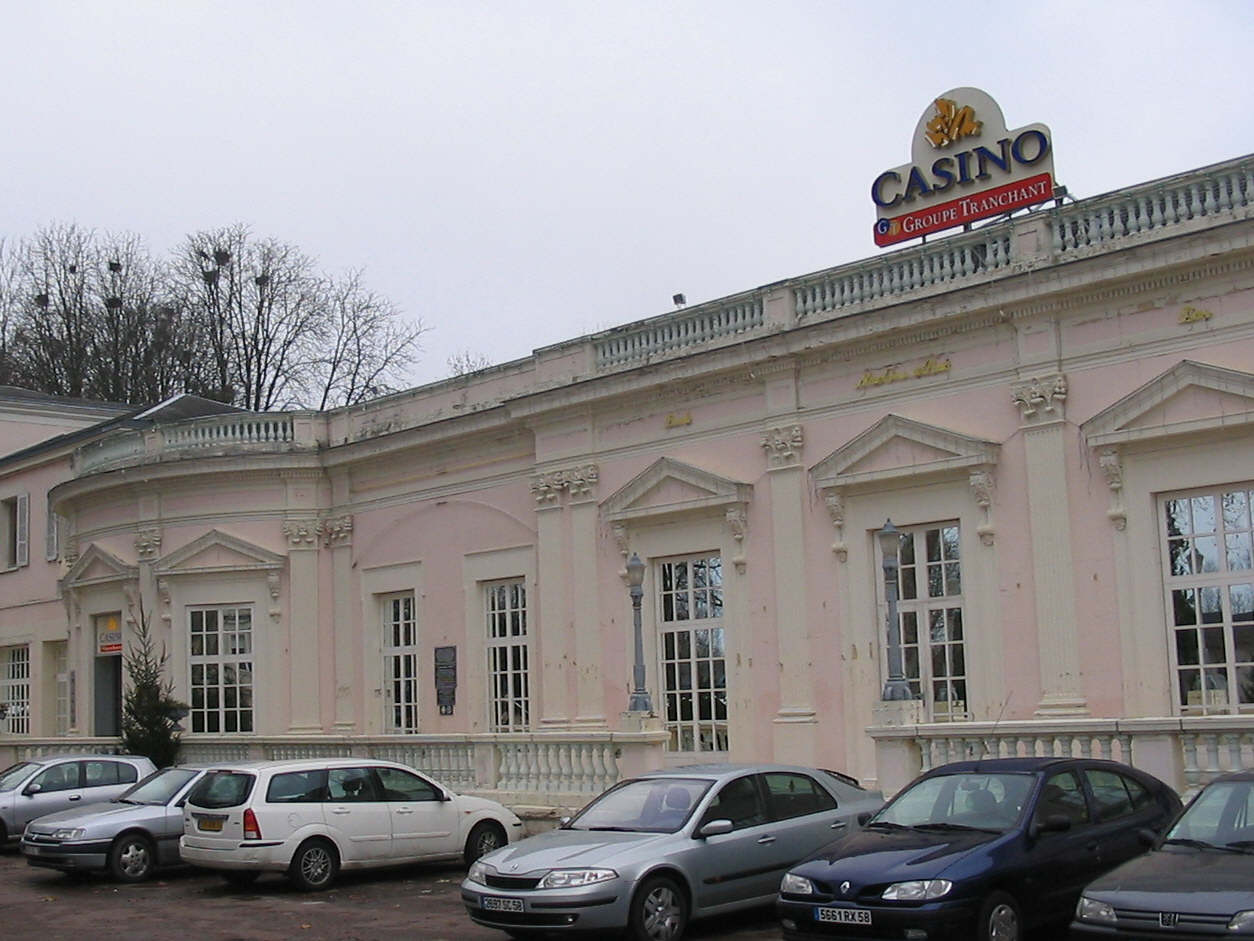
Casino

## Persönlichkeiten
- Bernard Renau d’Elicagaray (1652–1719), Ingenieur
- Renée Friederich (1911–1932), Rennfahrerin

## Gemeindepartnerschaft
Mit der deutschen Gemeinde Bassenheim in Rheinland-Pfalz besteht seit 1993/1994 eine Partnerschaft.